# Spielothek-Cup 1998
Der Spielothek-Cup 1998 war die 13. Austragung des Handballwettbewerbs und wurde am 21. und 22. August 1998 in den ostwestfälischen Städten Minden und Lübbecke in Nordrhein-Westfalen ausgetragen.
Der TBV Lemgo setzte sich im Finale mit 35:30 (15:14) Toren gegen den TuS Nettelstedt durch und gewann seinen insgesamt dritten Titel, womit auch der Wanderpokal in den Besitz des Vereins überging. Den dritten Platz sicherte sich der TSV GWD Minden mit 31:28 (28;28, 13:16) nach Siebenmeterwerfen gegen den THW Kiel, wobei Mindens Torhüter Henning Wiechers alle drei Kieler Siebenmeter abwehrte. Torschützenkönig wurde Nettelstedts Zoran Mikulić mit 21 Toren.

## Preisgeld
Das Preisgeld betrug 14.500 DM. 6.000 DM davon gingen an den Sieger TBV Lemgo.
| Erreichte Platzierung | Preisgeld |
| --------------------- | --------- |
| Sieg                  | 6.000 DM  |
| 2. Platz              | 4.000 DM  |
| 3. Platz              | 3.000 DM  |
| 4. Platz              | 1.500 DM  |

## Modus
Es wurde mit vier Mannschaften im K.-o.-System mit zwei Halbfinalspielen, dem Spiel um Platz drei sowie dem Finale gespielt. Die Spielzeit betrug 2 × 30 Minuten. Bei unentschiedenem Ausgang nach Ablauf der regulären Spielzeit gab es ein Siebenmeterwerfen.
Als Besonderheit leiteten bis auf das Finale jeweils zwei Schiedsrichter-Gespanne ein Spiel. Zur zweiten Halbzeit erfolgte der Austausch.

## Spiele

### Halbfinale
| 21. August 1998 17:45 Uhr | TuS Nettelstedt               | 30:26   | THW Kiel                       | Kreissporthalle, Minden Zuschauer: 1.500 Schiedsrichter: Uwe Prang, Uwe Reichel (1. Halbzeit) / Olaf Ermling, Olaf Karras (2. Halbzeit) |
| 21. August 1998 17:45 Uhr | meiste Tore: Mikulić (9 Tore) | (14:16) | meiste Tore: Jacobsen (5 Tore) | Kreissporthalle, Minden Zuschauer: 1.500 Schiedsrichter: Uwe Prang, Uwe Reichel (1. Halbzeit) / Olaf Ermling, Olaf Karras (2. Halbzeit) |
| 21. August 1998 17:45 Uhr | Strafen: 4×                   |         | Strafen: 6× 1×                 | Kreissporthalle, Minden Zuschauer: 1.500 Schiedsrichter: Uwe Prang, Uwe Reichel (1. Halbzeit) / Olaf Ermling, Olaf Karras (2. Halbzeit) |

| 21. August 1998 20:00 Uhr | TSV GWD Minden                  | 27:28   | TBV Lemgo                     | Kreissporthalle, Minden Zuschauer: 1.500 Schiedsrichter: Holger Fleisch, Jürgen Rieber (1. Halbzeit) / Matthias Dang, Thorsten Zacharias (2. Halbzeit) |
| 21. August 1998 20:00 Uhr | meiste Tore: Tutschkin (9 Tore) | (13:13) | meiste Tore: Chalepo (8 Tore) | Kreissporthalle, Minden Zuschauer: 1.500 Schiedsrichter: Holger Fleisch, Jürgen Rieber (1. Halbzeit) / Matthias Dang, Thorsten Zacharias (2. Halbzeit) |
| 21. August 1998 20:00 Uhr | Strafen: 2×                     |         | Strafen: 3×                   | Kreissporthalle, Minden Zuschauer: 1.500 Schiedsrichter: Holger Fleisch, Jürgen Rieber (1. Halbzeit) / Matthias Dang, Thorsten Zacharias (2. Halbzeit) |

### Spiel um Platz 3
| 22. August 1998 17:45 Uhr | THW Kiel                       | 28:31 n. S.      | TSV GWD Minden                              | Kreissporthalle, Lübbecke Zuschauer: 1.000 Schiedsrichter: Bernd Methe, Reiner Methe (1. Halbzeit) / Jutta Ehrmann, Susanne Künzig (2. Halbzeit) |
| 22. August 1998 17:45 Uhr | meiste Tore: Jacobsen (5 Tore) | (16:13), (28:28) | meiste Tore: Dujshebaev, Frändesjö (8 Tore) | Kreissporthalle, Lübbecke Zuschauer: 1.000 Schiedsrichter: Bernd Methe, Reiner Methe (1. Halbzeit) / Jutta Ehrmann, Susanne Künzig (2. Halbzeit) |
| 22. August 1998 17:45 Uhr | Strafen: 4×                    |                  | Strafen: 4×                                 | Kreissporthalle, Lübbecke Zuschauer: 1.000 Schiedsrichter: Bernd Methe, Reiner Methe (1. Halbzeit) / Jutta Ehrmann, Susanne Künzig (2. Halbzeit) |

### Finale
| TuS Nettelstedt | TuS Nettelstedt | TBV Lemgo | TBV Lemgo |
| | Finale 22. August 1998, 20:05 Uhr in Lübbecke (Kreissporthalle) Ergebnis: 30:35 (14:15) Zuschauer: 1.000 Schiedsrichter: Manfred Bülow, Wilfried Lübker ( Deutschland)                                                                                |           |           |
| Ewald Humenberger, Volker Hoffmann (n.e.) – Christian Piller, Slavko Goluža (8/1), Bogdan Wenta (4), Zoran Mikulić (12/2), Diethard Huygen, Sven Lakenmacher (2), Michael Scholz, Robert Nijdam (n.e.), Harald Beilschmied (2), Dirk Beuchler (2) Trainer: Zlatko Ferić ( Kroatien) | Lutz Grosser, Kasper Hvidt – Achim Schürmann (2), Daniel Stephan (11/5), André Tempelmeier (3), László Marosi (5), Ulf Ganschow (4), Andreas Larsson (6), Jens Lause, Lars-Henrik Walther (1), Gennadij Chalepo (3) Trainer: Juri Schewzow ( Belarus) |           |           |
| | 3 |           |           |

## Statistiken

### Torschützenliste
| Pl. | Spieler             | Verein          | Tore | FT | 7m | T/S  |
| --- | ------------------- | --------------- | ---- | -- | -- | ---- |
| 1   | Zoran Mikulić       | TuS Nettelstedt | 21   | 19 | 2  | 10,5 |
| 2   | Daniel Stephan      | TBV Lemgo       | 16   | 8  | 8  | 8    |
| 3   | Alexander Tutschkin | TSV GWD Minden  | 15   | 15 | 0  | 7,5  |
| 4   | Slavko Goluža       | TuS Nettelstedt | 14   | 12 | 2  | 7    |
| 5   | Talant Dujshebaev   | TSV GWD Minden  | 13   | 12 | 1  | 6,5  |
| 6   | Gennadij Chalepo    | TBV Lemgo       | 11   | 11 | 0  | 5,5  |
| 7   | Nikolaj Jacobsen    | THW Kiel        | 10   | 6  | 4  | 5    |
| 8   | Martin Frändesjö    | TSV GWD Minden  | 9    | 9  | 0  | 4,5  |
|     | Andreas Larsson     | TBV Lemgo       | 9    | 9  | 0  | 4,5  |
|     | Bogdan Wenta        | TuS Nettelstedt | 9    | 9  | 0  | 4,5  |

FT – Feldtore, 7m – Siebenmeter-Tore, T/S – Tore pro Spiel

## Aufgebote
| TBV Lemgo | TuS Nettelstedt | TSV GWD Minden |
| Kasper Hvidt Lutz Grosser Achim Schürmann Daniel Stephan André Tempelmeier László Marosi Ulf Ganschow Andreas Larsson Jens Lause Lars-Henrik Walther Gennadij Chalepo | Ewald Humenberger Volker Hoffmann Christian Piller Slavko Goluža Bogdan Wenta Zoran Mikulić Diethard Huygen Sven Lakenmacher Michael Scholz Robert Nijdam Harald Beilschmied Dirk Beuchler | Henning Wiechers Jörg-Uwe Lütt Frank von Behren Andreas Bock Menc Exner Dmitri Kuselew Martin Frändesjö Rüdiger Traub Talant Dujshebaev Frank Löhr Alexander Tutschkin Aaron Ziercke |
| Juri Schewzow (Trainer) | Zlatko Ferić (Trainer) | Michael Biegler (Trainer) |

### 4.Platz:THW Kiel
| - Axel Geerken - Goran Stojanović - Magnus Wislander - Henning Siemens | - Nikolaj Jacobsen - Wolfgang Schwenke - Nenad Peruničić - Klaus-Dieter Petersen | - Martin Schmidt - Christian Scheffler - Andreas Rastner - Staffan Olsson |  |

Trainer: Zvonimir Serdarušić

## TV-Übertragung
Sowohl das zweite Halbfinale zwischen dem TSV GWD Minden und dem TBV Lemgo als auch das Finale wurden live vom Deutschen Sportfernsehen (DSF) übertragen. Das erste Halbfinale sowie das Spiel um den dritten Platz wurden in einer 20- bzw. 30-minütigen Zusammenfassung gezeigt.